# الغزو السعودي للبحرين (1801)
 الغزو السعودي للبحرين  هي حملة عسكرية قام بها ابراهيم بن عفيصان لضم البحرين للدولة السعودية

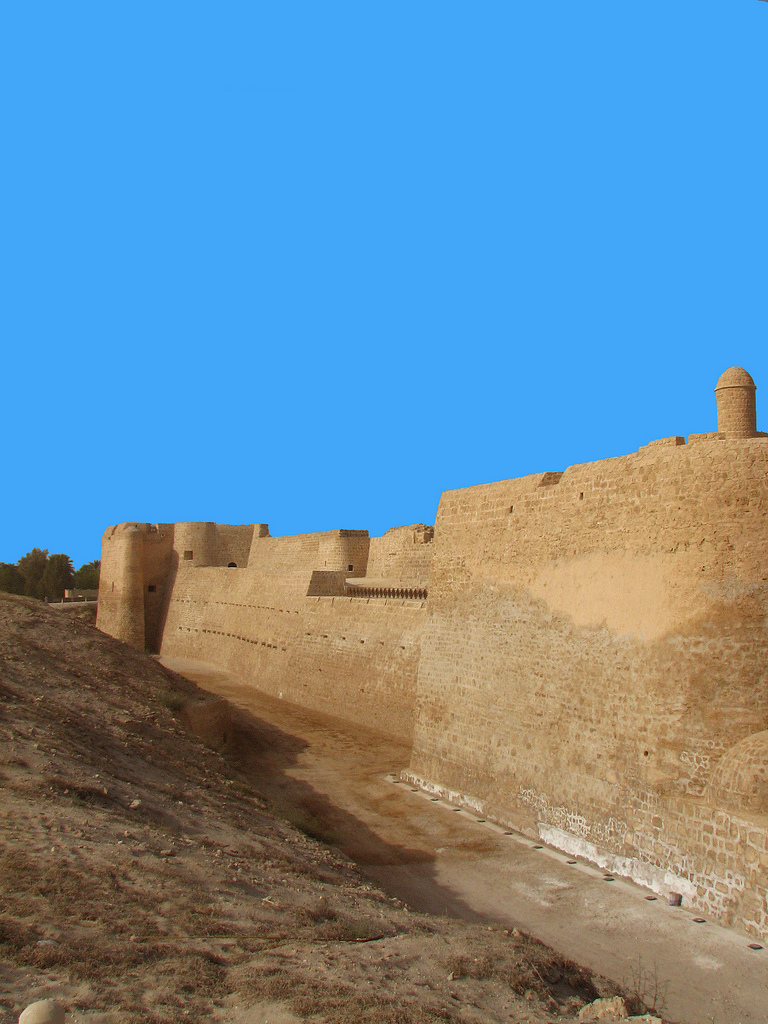
إحدى القلاع الحربية في البحرين.

كانت البحرين تحت سيادة أسرة آل خليفة، الذين كانوا يقيمون في الزبارة، في قطر. ومنها كانوا يديرون شؤون الجزيرة منذ عام 1196 هـ/1782. وقد تركوا الزبارة، على إثر دخول القائد السعودي إبراهيم بن عفيصان إليها، وتوجهوا إلى البحرين. وسكن الشيخ سلمان بن أحمد آل خليفة وأسرته في قرية جوا في البحرين سنة1212 هـ/1797. لم تدم إقامتهم بها؛ لأن البحرين خضعت لحكم السيد سلطان بن أحمد بن سعيد، حاكم مسقط، عام 1215 هـ/1800 الذي عَيَّن أخاه سعيدًا حاكماً عليها، واضطر آل خليفة إلى العودة إلى بلدتهم القديمة، «الزبارة»، بعد أن أعطاهم آل سعود الأمان. وقد طلب آل خليفة من الإمام سعود بن عبد العزيز بن محمد، مساعدتهم على استرجاع البحرين من حاكم مسقط، فسارع إلى إرسال جيشٍ بقيادة إبراهيم بن عفيصان، والذي استولى على البحرين، وطرد قوات حاكم مسقط منها سنة 1224 هـ/1809. لكن إبراهيم بن عفيصان، لم يُسلِّم زمام الأمور فيها لآل خليفة، بل أعلن ضمها إلى الدولة السعودية، وجعل مقر إمارته في قلعة الديوان. وحينما حاول آل خليفة إجلاء القوات السعودية عن البحرين، فردت القوات السعودية بقيادة سليمان بن سيف بن طوق، وهاجمت الزبارة، وساقت رؤساء آل خليفة، وعلى رأسهم الشيخ سلمان بن أحمد آل خليفة وبعض وجهاء الزبارة، كرهاً، إلى الدرعية، وأمر الإمام سعود، بإبقاء الشيخ سلمان آل خليفة وبعض أبناء أسرة آل خليفة في الدرعية، وأمر البقيّة بالرجوع إلى الزبارة، وكان ذلك في عام 1224 هـ/1809. عُين فهد بن سليمان بن عفيصان، قائداً للحامية السعودية في البحرين، وعُين إبراهيم بن عفيصان أميراً عليها. ولم يستسلم آل خليفة، بل طلبوا المساعدة من سعيد بن سلطان، حاكم مسقط، ومن الفرس، وأقاربهم من العتوب. وهاجموا الحامية السعودية في البحرين، وطردوا أميرها، إبراهيم بن عفيصان ورجاله، واعتقلوا قائد الحامية، فهد بن سليمان بن عفيصان، ومعه ستة عشر رجلاً، واتخذوهم رهائن حتى تُطلق الدرعية آل خليفة الباقين فيها. حاول إبراهيم بن عفيصان لاحقًا استرداد البحرين، بمساعدةٍ رحمة بن جابر الجلهمي، إلّا أنه فشل في ذلك، وحلت الهزيمة بقواته، في معركة خكيكرة، عام 1225 هـ/1810، واضطر الإمام سعود إلى إطلاق زعماء آل خليفة، وعادوا إلى البحرين. لم يعاود السعوديون محاولاتهم غزو البحرين، لانشغالهم بالحروب ضد قوات محمد علي باشا في الحجاز، ولم يكن الحكم السعودي في البحرين مستقراً، كما أن قبضة الدولة السعودية على البحرين، لم تكن كقبضتها على قطر. بسبب صعوبة المواصلات البحرية؛ فالدولة السعودية، لم يكن لديها أسطولٌ بحريٌّ عسكريٌّ، فكانت لذلك تستخدم مراكب الغوص إذا دعت الضرورة إليها. أما قطر، فهي امتداد طبيعي للأحساء، ولا يوجد بينهما حواجز طبيعية، كما هو الحال مع البحرين، إضافةً إلى الخلاف المذهبي، بين أتباع الدولة السعودية، وبعض سكان البحرين من الشيعة، بعكس قطر، التي يعتنق سكانها المذهب الحنبلي السائد في الدولة السعودية. هذا إلى جانب أهمية موقع البحرين، ومدى التنافس الدولي والمحلي فيه.